# オットー・ヴァンケ
オットー・ヴァンケ (Otto Wanke)はオーストリア在住のチェコ出身の現代音楽の作曲家。ウィーン音楽大学大学院作曲科修士課程でカールハインツ・エスルに師事して後、頭角を現す。2020年現在はGesine Schröderの下でウィーン音楽大学大学院音楽理論科博士後期課程に在学中である。

## 受賞歴
- Maarble Composition Award in Rhodes - 第1位
- Finale of Ö1 competition and portrait in Ö1 Radio
- Gustav-Mahler-Award, 第1位[1]
- Joan Guinjoan Award in Barcelona, 第1位[2]
- FIMS Award in Fribourg, 第2位
- Sound of Matter Award in Vienna, 第1位
- Acht Brücke Award in Cologne, 第3位
- Wolf Durmashkin Award in Landsberg, 第3位
- European Sacred Music Award in Schwäbisch Gmünd, 第1位
- 四川音楽学院学生対象国際作曲コンクール, 入選[3]
- デュエ・アゴースト国際作曲コンクール, 第2位[4]
- Zaiks創立100年記念国際作曲コンクール, ファイナリスト[5]
- Carl Orff国際作曲コンクールオルガン部門, 第2位[6]
- Kompositionswettbewerbs Zeitgenössische Geistliche Musik, 第1位
- Theodor Körner Award
- 第18回Carl von Ossietzky国際作曲コンクール第2位[7]
- 第32回Siegburg国際作曲コンクール第1位[8]
- Unternehmen Gegenwart Stimmgold Vokalensemble 2019[9], 第2位
- 2021 - 四川音楽学院主催黄河杯学生対象国際作曲コンクール第2位[10]